# Frans Ristilammi
Frans Oskari Ristilammi, född 25 april 1925 i Storkyro i Finland, död 4 december 2014 i Malmö, var en sverigefinsk författare och poet.
Ristilammi har tilldelats Finlands vita ros riddartecken.
Ristilammi kom till Sverige 1957 och ägnade sig på 1970-talet åt författarskap, verkade som tolk och höll föredrag.